# Conchogneta willmanni
Conchogneta willmanni är en kvalsterart som först beskrevs av Dyrdowska 1929.  Conchogneta willmanni ingår i släktet Conchogneta och familjen Autognetidae.

## Underarter
Arten delas in i följande underarter:
- C. w. willmanni
- C. w. herzegowinensis